# 米高·列斯加
米高·約翰·列斯加（荷蘭語：Michael John Reiziger，發音：[ˈmɑikəl dʑɔn ˈrɛizəɣər]；1973年5月3日—）前荷蘭足球運動員，擔任右閘，他被PSV燕豪芬放棄後決定退役。

## 職業生涯
列斯加於阿積士開始他的足球事業，曾被短暫外借至禾寧丹和格羅寧根，其後成為阿積士於1995年奪得歐洲聯賽冠軍盃的其中一員。1996年轉會至意甲球會AC米蘭，僅一季後轉會至西甲的巴塞隆拿。
在巴塞隆拿的七個賽季，列斯加贏得了2次西甲冠軍及1次西班牙國王盃，但進入2000年後，列斯加的狀態開始下滑。2004年，列斯加以波士文裁決自由轉會至英超中游球會米杜士堡。2005年8月31日，列斯加決定回到荷蘭，加盟荷甲勁旅PSV燕豪芬。
列斯加於1994年10月12日首次代表荷蘭國家隊上陣，對手是挪威國家隊。他曾參加1996年歐洲國家盃、1998年世界盃、2000年歐洲國家盃和2004年歐洲國家盃，可謂充滿大賽經驗。在2004年歐洲國家盃後，列斯加決定退出國家隊。

## 榮譽

### 荷蘭國家隊
- 1998年世界盃 殿軍

### 阿積士
- 歐洲足協盃冠軍：1992年
- 荷蘭盃冠軍：1993年
- 荷甲冠軍：1994-95、1995-96
- 告魯夫盾冠軍：1994年、1995年
- 洲際盃（豐田盃）冠軍：1995年
- 歐洲聯賽冠軍盃冠軍：1995年
- 歐洲超級盃冠軍：1995年

### 巴塞隆拿
- 西甲冠軍：1997-98年、1998-99年
- 西甲亞軍：1999-2000年
- 西班牙國王盃冠軍：1998年
- 歐洲超級盃冠軍：1998年

### PSV燕豪芬
- 荷甲冠軍：2005-06、2006-07

## 外部連結
- Icons.com 列斯加官方網站
- 列斯加數據（荷兰文）